# Neofidonia nigerrima
Neofidonia nigerrima là một loài bướm đêm trong họ Geometridae.